# Сяо Ли
Сяо Ли Линдсей, баронесса Линдсей Биркерская (кит. трад. 李效黎, пиньинь Lǐ Xiàolí, палл. Ли Сяоли; 17 июля 1916 — 25 апреля 2010) — британская баронесса китайского происхождения, участница японо-китайской войны на стороне Народно-освободительной армии Китая.

## Биография

### Довоенные и военные годы
Родилась в Тайюане (провинция Шаньси), при рождении получила имя Ли Юэин (кит. 李月英). Отец — полковник Ли Вэньцзи, богатый китайский землевладелец — противник бинтования ног. Ли Юэин участвовала в студенческих протестах Тайюаньского педагогического университета, за что была исключена оттуда. Она бежала в Пекин, где сменила имя. В Пекине она поступила в Яньцзинский университет и познакомилась с профессором Майклом Линдсеем.
Пользуясь своим статусом иностранного гражданина, Линдсей тайно передавал китайским коммунистам медикаменты и радиостанции для поддержки воинских организаций, боровшихся с японскими оккупантами с 1937 года. Сяо Ли стала его помощницей и переводчицей с английского на китайский, а 25 июня 1941 года они поженились. После нападения на Перл-Харбор японцы приняли решение взять под арест Линдсея как американского гражданина, однако Ли и Линдсей скрылись. Вплоть до конца войны они были членами подполья, помогая Народно-освободительной армии Китая, а Сяо Ли учила солдат английскому. По пути к Яньаню им пришлось пройти 500 миль пешком. В 1942 году в горной хижине родилась дочь Эрика, в 1945 году в пещере, служившей госпиталем, родился сын Джеймс.

### Баронесса Линдсей Биркерская
После войны свёкор Сэнди Линдсей стал бароном Линдсеем Биркерским. Сяо Ли и её муж переехали в Великобританию к родителям мужа, Сэнди и Эрике Линдсеям, а затем и в Австралию, где Джеймс Линдсей преподавал в Австралийском национальном университете. В 1951 году родился третий ребёнок, Мэри, а через год, после смерти отца Джеймс Линдсей наследовал титул барона, тем самым Сяо Ли стала баронессой Линдсей Биркерской. В 1959 году семья переехала в Чеви-Чейз в штате Мэриленд, недалеко от Вашингтона, где они остались после ухода Линдсея на пенсию в 1975 году. Леди Линдсей в 1959 году стала гражданкой США.
В 1949 и 1954 годах супруги побывали в КНР, причём в 1954 году они были переводчиками делегации Лейбористской партии, чьи переговоры с китайцами окончились неудачей. В 1958 году из-за критических заявлений лорда Линдсея в адрес коммунистического руководства страны лорд и леди Линдсей были лишены виз. В 1973 году состоялся их очередной визит, после которого они выразили своё недовольство Культурной революцией. После кончины дочери Эрики в 1993 году и мужа в 1994 году леди Линдсей переселилась в Пекин, где ей правительство КНР выделило квартиру в знак благодарности за деятельность во время войны. В 2003 году баронесса Линдсей вернулась в Вашингтон, проживала у своей внучки Сьюзан Лоуренс. В 2007 году на английский были переведены её мемуары о войне, написанные в первые годы после завершения войны. Последние годы жизни Линдсей провела в больнице, скончавшись в возрасте 93 лет 25 апреля 2010 года в Вашингтоне